# Atherimorpha albohirta
Atherimorpha albohirta är en tvåvingeart som beskrevs av Malloch 1932. Atherimorpha albohirta ingår i släktet Atherimorpha och familjen snäppflugor. Inga underarter finns listade i Catalogue of Life.